# يامسا

موقع يامسا.

يامسا (بالفنلندية: Jämsä) مدينة فنلندية.
تقع في إقليم فنلندا الوسطى. يبلغ عدد قاطنيها 22.621 ساكن، ويغطي نطاقها البلدي مساحة قدرها 1.823,91 كيلومتر مربع منها 252,57 من المياه. وتبلغ الكثافة السكانية 14,40 نسمة لكل كيلومتر مربع.
البلدية هي أحادية اللغة وهي الفنلندية.
دُمجت بلدية كووريفيسي مع يامسا في عام 2001. وقد دمجت جزئيا مع بلدية لانييلماكي يامسا في عام 2007. ودمجت بلدية يامسانكوسكي مع يامسا في بداية عام 2009.
وهي مركز صناعة الطيران الفنلندية - توجد مصنع طائرات ومكاتب هندسة طيران التابعة لشركة باتريا، ومركز اختبار طيران القوات الجوية الفنلندية في مطار هالي في يامسا.

## وصلات
- مدينة يامسا – الموقع الرسمي

## أعلام
- ماونو فالكينين
- علي آلتونن
- تابيو ماكيلا